# 維新路 (永安區)
維新路（Weixin Rd.）為高雄市永安區的東西向重要幹道，本道路經維新地區及永安工業區，亦鄰近岡山本洲及本洲工業區，全線編號市道186號。起端於台17線保安路口，前端接液化天然氣廠聯絡道路（新華路）至永安市區及永安外海。末端於本洲五街口接岡山區本洲路至岡山市區。是永安區與岡山區兩地之間往來的重要道路。

## 行經行政區域
（由西至東）
- 永安區
- 岡山區

## 沿線設施
（由西至東）
- 保安路
- 維新社區
- 萊爾富永新店
- 高雄市永安區維新國小暨附設幼稚園（維新路光明九巷69之10號）
- 台灣中油樺興加油站
- 永安工業區
- 經濟部產業園區管理局永安工業區服務中心（永工二路1號）
  - 竹仔港郵局（永安工業區服務中心內）
- 內政部移民署高雄收容所 (維新路光明三巷17號)
- 台灣中油加油站本洲站

## 公車資訊
- 高雄客運
  - 紅66 捷運南岡山站－岡山轉運站（岡山車站）－本洲產業園區－永安工業區
  - 紅79 岡山－鹽田